# Soczewka progresywna

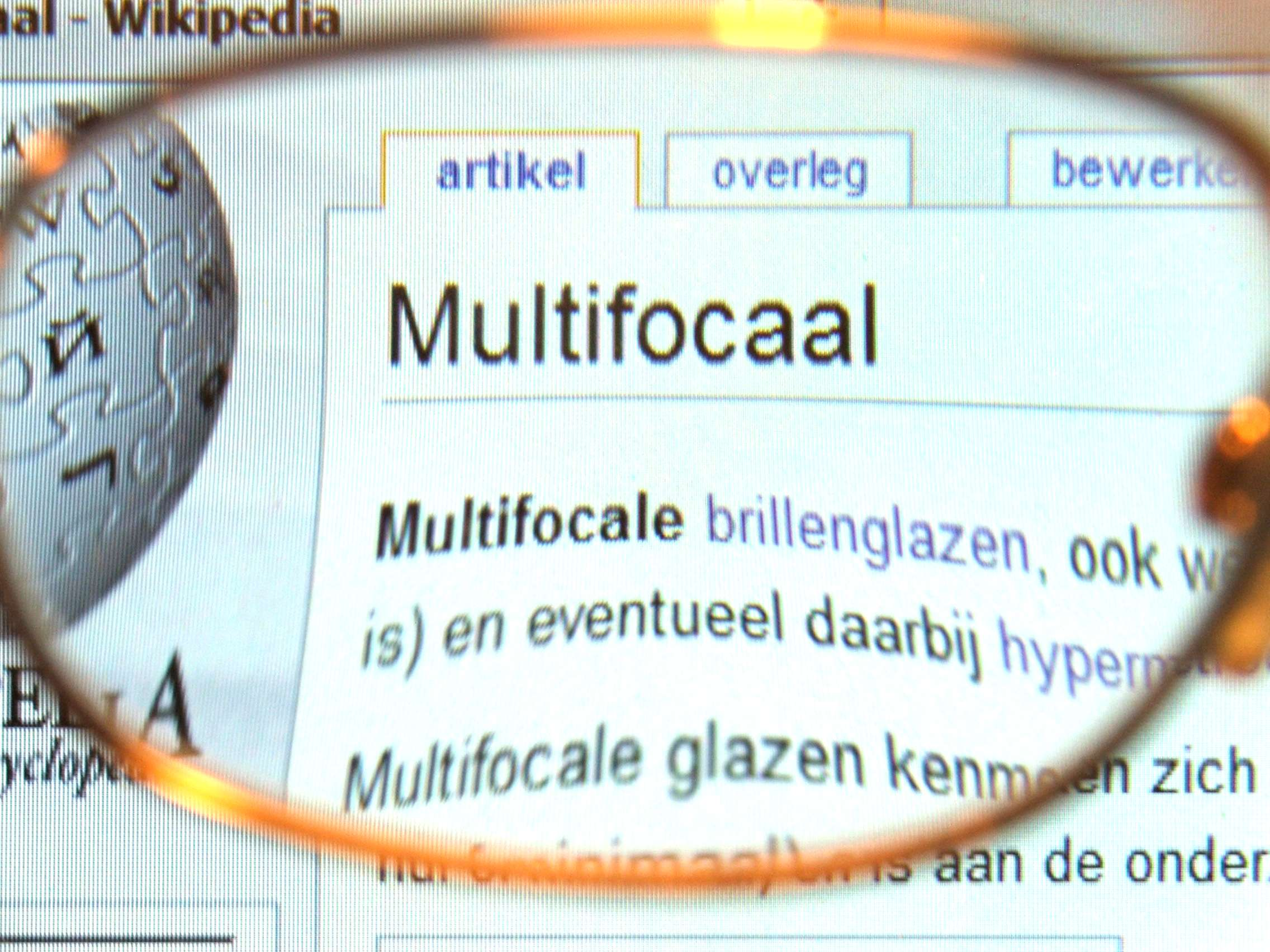
Widok przez soczewkę progresywną

Soczewka progresywna (wieloogniskowa) – soczewka, która służy do korekcji starczowzroczności (presbyopii) i innych zaburzeń akomodacji. Używana jest w okularach korekcyjnych, oraz jako korekcyjna soczewka kontaktowa. Podzielona jest na obszary o różnej zdolności skupiającej - mniejszej w górnej części przeznaczonej do dali, a większej w dolnej części przeznaczonej do bliży. Obszary stopniowo przechodzą jeden w drugi uwzględniając naturalną rotację (konwergencję) gałek ocznych przy patrzeniu na różne odległości.
Różnicę mocy optycznej dobiera się indywidualnie do stopnia zaawansowania presbyopii, co oznacza, że w skrajnym przypadku może ona osiągnąć 3 dioptrie.

## Deformacja obrazu
Na zdjęciu widoczna jest znaczna deformacja obrazu widzianego przez soczewkę. Jednak przy normalnym użytkowaniu pole widzenia a szczególnie główne pole percepcji jest znacznie węższe. Oznacza to, że promienie świetlne padające na plamkę żółtą oka przechodzą przez niewielki obszar soczewki, przez co użytkownik nie obserwuje deformacji obrazu.